# David Zuiderhoek (architect)
David Zuiderhoek (Amsterdam, 26 november 1911 – Amersfoort, 5 oktober 1993) was een Nederlandse architect. Hij was lid van de Bond van Nederlandse Architecten en van de Bond van Nederlandse Stedebouwkundigen.

## Leven en werk

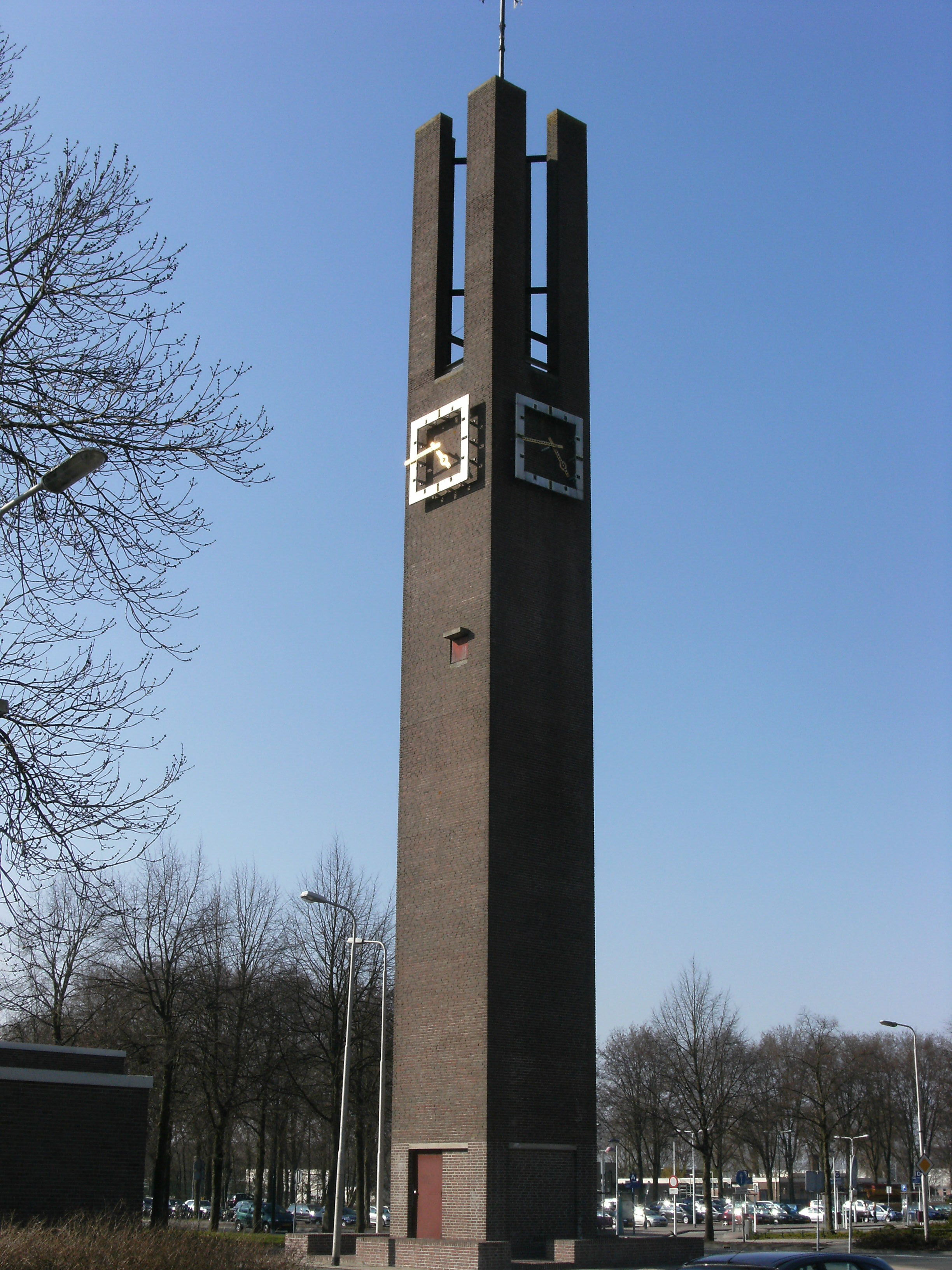
Kerktoren in Dronten naar ontwerp van Zuiderhoek

Zuiderhoek volgde in de jaren 1927 tot 1937 opleidingen aan de Industrieschool voor Bouwkunde en aan de Bouwkunstacademie te Amsterdam. Na zijn opleiding heeft hij bij diverse architectenbureaus — zoals bij Jantzen, Eschauzier en bij Verhagen en Kok — gewerkt totdat hij in 1945 benoemd werd tot stadsarchitect van Amersfoort. Hij ontwierp voor Amersfoort de wijken De Koppel, Kruiskamp, Leusderkwartier, Rustenburg en Soesterkwartier. Buiten Amersfoort heeft hij onder andere de wijken Presikhaaf III in Arnhem, Kerschoten in Apeldoorn, Alandsbeek en Rozendaal (Eurowoningen) in Leusden ontworpen. Voor het dorp Vleuten ontwierp hij de Torenpleinkerk.
Zuiderhoek vestigde zich tot 1984 als zelfstandig architect in de Baarnse villa ‘Sparrenwoude’. Vanaf 1872 was dit in associatie met architect G.A. v.d. Veen. 
Als architect ontwierp Zuiderhoek onder meer de Eembrug, de Bergkerk, de Fonteinkerk, het Monument aan de Appelweg in Amersfoort en hoofdkantoor van DHV in Amersfoort.
Ook het ontwerp uit 1959 van de gemeentevlag van Amersfoort en de indeling van het Sovjet Ereveld Leusden komt van hem.
Hij zat hij in veel commissies en jury’s en gaf tussen 1947 en 1964 les aan de Amsterdamse Academie van Bouwkunst in Amsterdam. Ook schreef hij artikelen voor het vakbladen als Bouwkundig Weekblad en Forum.
Zuiderhoek werd in april 1969 benoemd tot officier in de Orde van Oranje-Nassau.
Zuiderhoek overleed in oktober 1993 op 82-jarige leeftijd in Amersfoort. 
Eind mei 2017 verscheen de monografie 'David Zuiderhoek, componist van de ruimte'.